# Dmitri Dubiago
Dmitri Ivánovich Dubiago (en ruso : Дми́трий Ива́нович Дубя́го; nacido el 21 de septiembre (3 de octubre) de 1849 en la región de Smolensk y muerto el 22 de octubre de 1918 en Kazán) fue un astrónomo y astrofísico ruso.

## Biografía
En 1872, Dubiago se diplomó en la Universidad Estatal de San Petersburgo como especialista en astrofísica; en astrometría para la evaluación de la posición, la distancia y el movimiento de las estrellas y de los demás objetos celestes; y en gravimetría estudiando mediante métodos geofísicos la variación espacial del campo gravitatorio. Asimismo, estudió la órbita de Tritón, la luna del planeta Neptuno.
En 1883, empezó a trabajar como astrónomo en el Observatorio de Púlkovo. Posteriormente fue director del Observatorio de la Universidad Estatal de Kazán.
Dmitri Dubiago es el padre de Aleksandr Dubiago, astrónomo y astrofísico como su padre.

## Eponimia
- En 1964, la Unión Astronómica Internacional dio el nombre de Dubyago (según su grafía inglesa) a un cráter lunar, en honor de los dos astrónomos rusos: Dmitri Dubiago y su hijo Aleksandr.